# Безлюдний острів

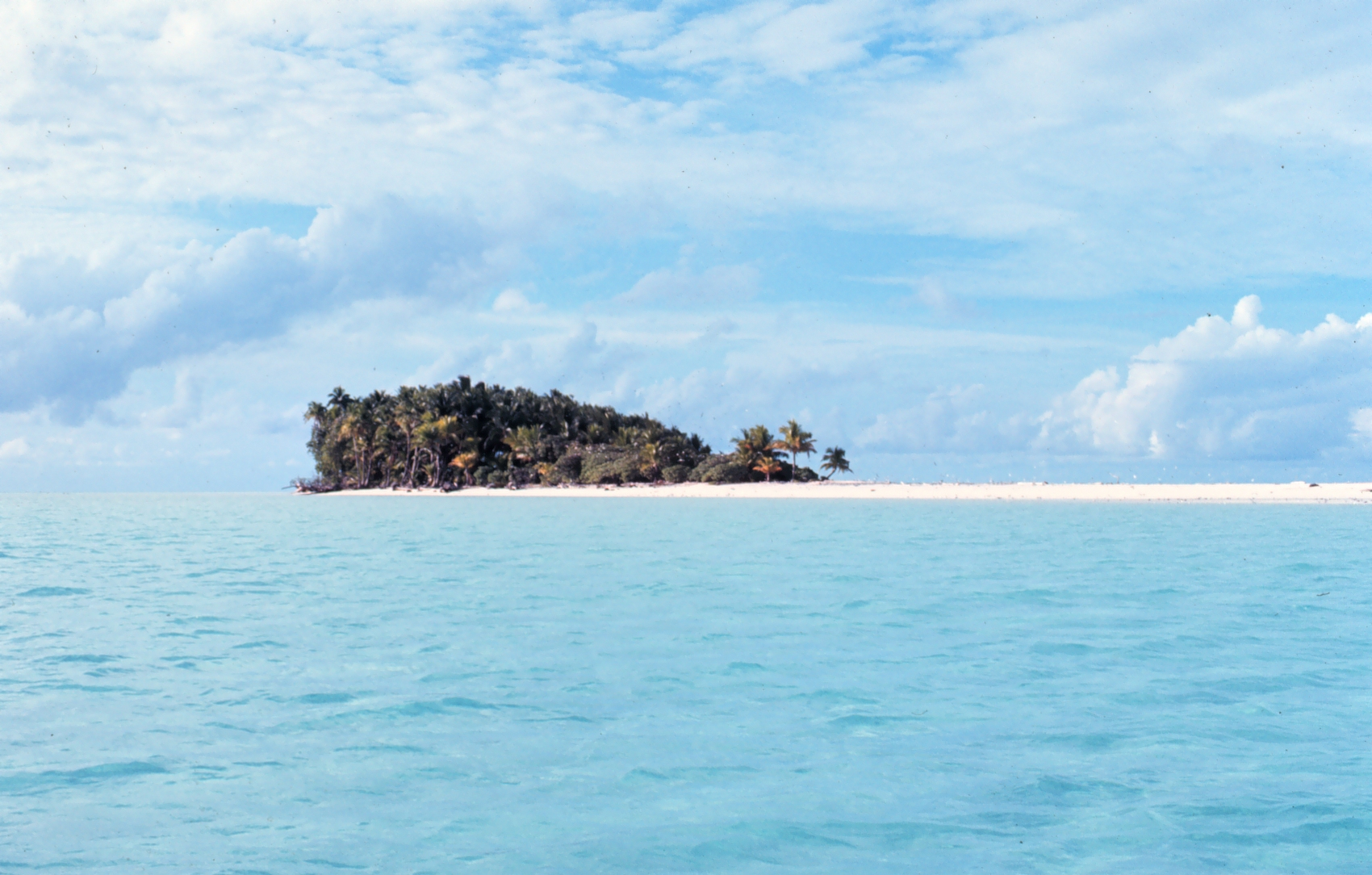
Безлюдний острів у Палау

Безлюдний, ненаселений або покинутий острів — острів, на якому не проживають постійно люди. Ненаселені острови часто використовують в кінематографі чи історіях про людей, що врятувались під час катастрофи, а також як стереотипну ідею раю. Деякі безлюдні острови є природними заповідниками під охороною, деякі є приватною власністю. Острів Девон (Канада) вважають найбільшим безлюдним островом на планеті.
Малі коралові атоли або острови зазвичай не мають джерел прісної води, проте часом до неї можна дістатись за допомогою криниць.

## Список деяких наразі безлюдних островів
- о. Аппат, Ґренландія

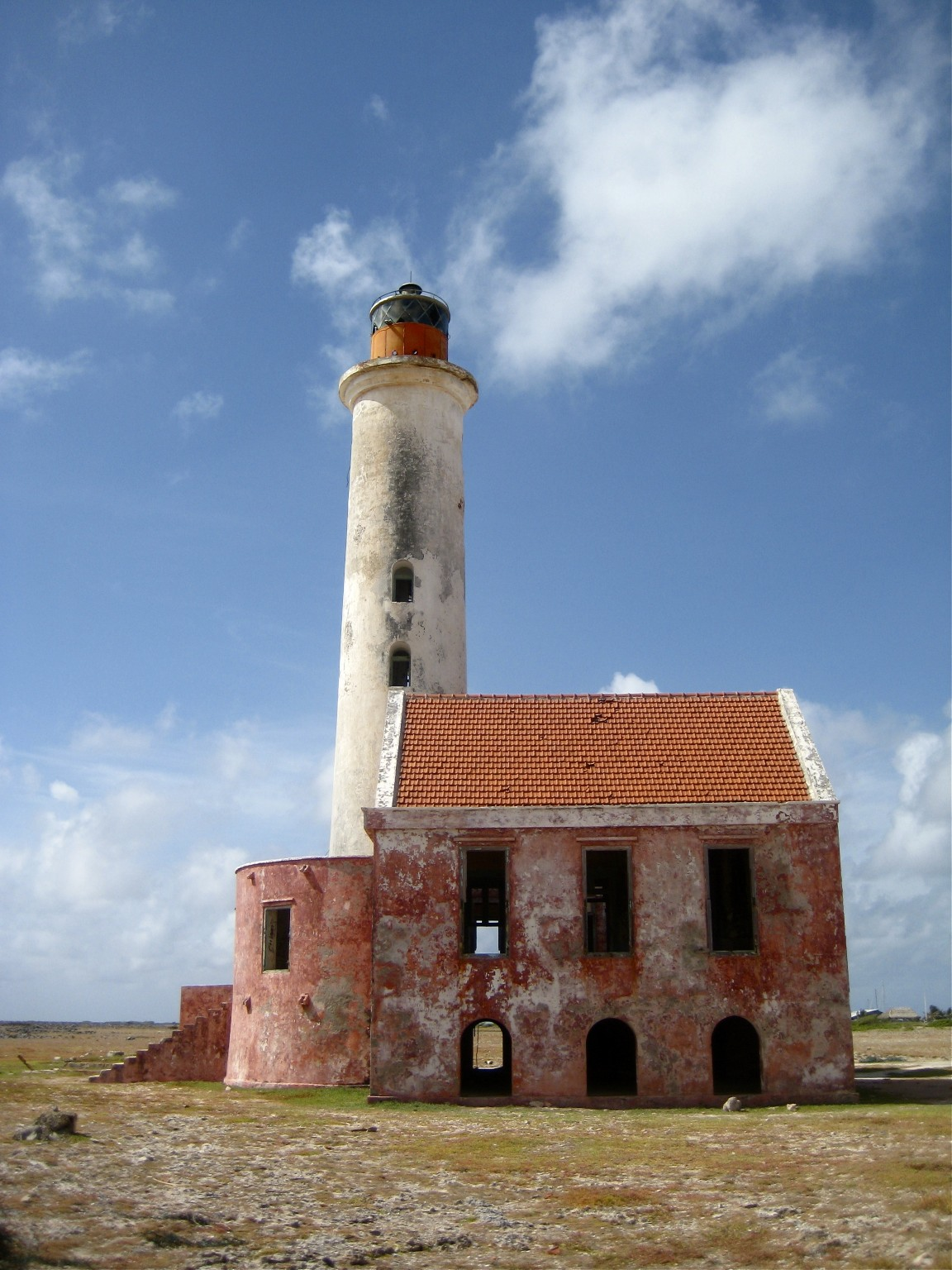
Покинутий маяк на Маленькому Курасао

- о-ви Кермадек, частина Нової Зеландії
- о. Астола, Пакистан
- багато малих островів біля узбережжя Греції
- більшість островів архіпелагу Барра
- Болс-Пірамід, висока вулканічна гора, розташована вдалині від інших островів Тихого океану
- більшість островів Оґасавара в Японії
- Чакачакаре в Тринідад і Тобаго
- о-ви Коралового моря біля північносхідного узбережжя Австралії
- о-ви Де-Лонга в Північному Льодовитому океані, частина Росії
- о-ви Бласкет
- більшість Канадського Арктичного архіпелагу
- о. Кліппертон
- багато островів Мальдівів
- більшість островів Фенікс, частина Кірибаті
- о. Херд і о-ви Макдональд
- деякі з Оркнейських островів
- багато островів вздовж узбережжя Лабрадору
- багато островів озера Ніпіґон
- більшість островів Сан-Хуан
- о. Санта-Лузія, Кабо Верде
- Скелліґ-Майкл
- о. Каффеклуббен, Ґренландія
- о. Суртсей
- Луйтла-Дуймун, Фарерські о-ви
- о. Тетепаре
- о. Ґруа, Ньюфаундленд і Лабрадор
- деякі рифи островів Теркс і Кайкос
- більшість Зовнішніх малих островів США
- повністю деякі атоли Маршаллових островів
- багато малих островів затоки Джорджіан, озеро Гурон, Канада
- о. Мічіпікотен, озеро Верхнє, Канада
- кілька островів Аляски
- о. Іль-Рояль, Мічиґан
- багато островів у водах Гонконгу
- більшість малих островів у роздрібненому архіпелазі Аландських островів, наприклад, о. Меркет
- о-ви Сенкаку
- о. Малий Кюрасао
- деякі острови Лакшадвіпу, Індія

## Історичні факти
Серед задокументованих історій є випадок француза[джерело?], що втратив глузд після двох років самотнього перебування на Маврикії. Він розірвав свій одяг у нападі божевілля, спровокованого споживанням винятково сирих черепах. В іншій історії йшлося про голландського моряка[джерело?], якого залишили самого на острові Святої Єлени з метою покарання. Він впав у такий відчай, що ексгумував тіло похованого товариша та відправив в труні у море. Іншого покинутого, іспанця Педро Серрано, врятували після семи з половиною років самотності. У 1820 році екіпаж китоловного судна Ессекс провів час на безлюдному острові Гендерсон. Там вони їли птахів, рибу, овочі, та знайшли невеликий струмок з прісною водою. Після першого тижня вони спустошили острівні ресурси і більшість членів екіпажу покинули острів на трьох суднах, в той час як решту троє вирішили залишитись та змогли вижити на острові впродовж чотирьох місяців аж до порятунку[джерело?].